# Strada Statale 43 dir della Val di Non
Die Strada Statale 43 dir della Val di Non (kurz SS 43dir) ist eine italienische Staatsstraße in der Provinz Trient, Region Trentino-Südtirol.
Die 13,175 km lange Straße verbindet die SS 43 mit der SS 42 zwischen Dermulo und Sarnonico im Nonstal. Sie verläuft vollständig auf der orographisch linken Seite des Tales und verbindet das mittlere mit dem oberen Nonstal. Die Straße folgt in Teilen der Trasse der 1909 in Betrieb genommenen und 1934 stillgelegten Lokalbahn Dermulo–Mendel.